# Przemysław Pitry
Przemysław Pitry (ur. 11 września 1981 w Pszczynie) – polski piłkarz, napastnik.

## Kariera piłkarska
Przemysław Pitry jest wychowankiem Iskry Pszczyna, jednak treningi zaczynał w klubie LKS Stara Wieś. W drużynie seniorów, grającej wówczas w klasie okręgowej, zadebiutował w wieku 16 lat. W latach 1998–2000 w klubie doszło do pewnych spięć między drużyną a prezesem, wskutek czego odeszło wielu czołowych graczy. W tym okresie klub zanotował spadki, a sam Pitry zastanawiał się nad dalszym rozwojem swojej kariery. W roku 2001, po zmianie zarządu klubu, do drużyny Iskry zaczęli wracać dawni zawodnicy, i nastąpiły awanse, najpierw do A klasy (sezon 2001/02) (Pitry strzelił wówczas ponad 40 bramek w sezonie), a potem do klasy okręgowej (sezon 2002/03). W międzyczasie Pitry pół sezonu spędził w czwartoligowym GKS Tychy, do którego trafił po meczu pucharowym (sezon 2001/02) Iskry z tą właśnie drużyną. W sezonie 2003/04 wrócił do Pszczyny i jego dobre występy w klasie okręgowej zaowocowały podpisaniem kontraktu z Zagłębiem Sosnowiec we wrześniu 2004 roku. Do ekstraklasy trafił w rundzie wiosennej 2005/06, przechodząc z Zagłębia do Amiki Wronki, gdzie w pierwszym sezonie rozegrał 10 spotkań i strzelił 1 bramkę. Od sezonu 2006/07, po fuzji Amiki z Lechem, reprezentował barwy klubu KKS Lech. W grudniu 2006 roku powołany do pierwszej reprezentacji Polski, ale zagrał tylko w towarzyskim, nieoficjalnym meczu z reprezentacją Śląska. 10 czerwca 2008 roku podpisał 3-letni kontrakt z Górnikiem Zabrze. 29 czerwca 2010 roku za porozumieniem stron rozwiązał kontrakt z Górnikiem i przeszedł do GKS-u Katowice, gdzie spędził 5 lat. W roku 2015 został zawodnikiem ekstraklasowego Górnika Łęczna.

### Statystyki klubowe
Aktualne na 14 maja 2016:
| Klub               | Sezon              | Liga               | Liga  | Liga   | Puchar kraju | Puchar kraju | Europa | Europa | Puchar Ekstraklasy | Puchar Ekstraklasy | Suma  | Suma   |
| Klub               | Sezon              | Liga               | Mecze | Bramki | Mecze        | Bramki       | Mecze  | Bramki | Mecze              | Bramki             | Mecze | Bramki |
| ------------------ | ------------------ | ------------------ | ----- | ------ | ------------ | ------------ | ------ | ------ | ------------------ | ------------------ | ----- | ------ |
| Zagłębie Sosnowiec | 2004/2005          | II liga            | 13    | 6      | 0            | 0            | –      | –      | –                  | –                  | 13    | 6      |
| Zagłębie Sosnowiec | 2005/2006 j        | II liga            | 15    | 7      | 0            | 0            | –      | –      | –                  | –                  | 15    | 7      |
| Zagłębie Sosnowiec | Ogólnie            | Ogólnie            | 28    | 13     | 0            | 0            | 0      | 0      | 0                  | 0                  | 28    | 13     |
| Amica Wronki       | 2005/2006 w        | Ekstraklasa        | 10    | 1      | 0            | 0            | –      | –      | –                  | –                  | 10    | 1      |
| Amica Wronki       | Ogólnie            | Ogólnie            | 10    | 1      | 0            | 0            | 0      | 0      | 0                  | 0                  | 10    | 1      |
| Lech Poznań        | 2006/2007          | Ekstraklasa        | 26    | 2      | 4            | 1            | 2      | 0      | 5                  | 2                  | 37    | 5      |
| Lech Poznań        | 2007/2008          | Ekstraklasa        | 26    | 5      | 1            | 0            | –      | –      | 5                  | 2                  | 32    | 7      |
| Lech Poznań        | Ogólnie            | Ogólnie            | 52    | 7      | 5            | 1            | 2      | 0      | 10                 | 4                  | 69    | 12     |
| Górnik Zabrze      | 2008/2009          | Ekstraklasa        | 27    | 1      | 1            | 0            | –      | –      | 5                  | 1                  | 33    | 2      |
| Górnik Zabrze      | 2009/2010          | I liga             | 24    | 5      | 1            | 0            | –      | –      | –                  | –                  | 25    | 5      |
| Górnik Zabrze      | Ogólnie            | Ogólnie            | 51    | 6      | 2            | 0            | 0      | 0      | 5                  | 1                  | 58    | 7      |
| GKS Katowice       | 2010/2011          | I liga             | 25    | 5      | 0            | 0            | –      | –      | –                  | –                  | 25    | 5      |
| GKS Katowice       | 2011/2012          | I liga             | 32    | 5      | 0            | 0            | –      | –      | –                  | –                  | 32    | 5      |
| GKS Katowice       | 2012/2013          | I liga             | 32    | 13     | 1            | 0            | –      | –      | –                  | –                  | 33    | 13     |
| GKS Katowice       | 2013/2014          | I liga             | 29    | 5      | 3            | 2            | –      | –      | –                  | –                  | 31    | 7      |
| GKS Katowice       | 2014/2015          | I liga             | 30    | 3      | 1            | 0            | –      | –      | –                  | –                  | 31    | 3      |
| GKS Katowice       | Ogólnie            | Ogólnie            | 148   | 31     | 5            | 2            | 0      | 0      | 0                  | 0                  | 153   | 33     |
| Górnik Łęczna      | 2015/2016          | Ekstraklasa        | 27    | 4      | 0            | 0            | –      | –      | –                  | –                  | 27    | 4      |
| Górnik Łęczna      | Ogólnie            | Ogólnie            | 27    | 4      | 0            | 0            | 0      | 0      | 0                  | 0                  | 27    | 4      |
| Ogólnie w karierze | Ogólnie w karierze | Ogólnie w karierze | 316   | 62     | 12           | 3            | 2      | 0      | 15                 | 5                  | 345   | 70     |